# Joseph Fall
Joseph Stewart Temple Fall (Hillbank, 17 novembre 1895 – Duncan, 1º dicembre 1988) è stato un militare e aviatore canadese, asso dell'aviazione durante la prima guerra mondiale, dove conseguì 36 vittorie aeree, di cui 11 (e 12 condivisi) aerei distrutti, 10 (e 3 condivisi) "fuori controllo".

## Biografia
Nacque a Hillbank, sull'isola Vancouver, nella Columbia Britannica, il 17 novembre 1895, all'interno di una famiglia di contadini, figlio di Harry e Lallie Fall.  Nel 1897 i suoi genitori si recarono a Dawson per intraprendere un nuovo lavoro, e lui fu mandato a stare con i parenti a San Francisco, in California, raggiungendo i suoi genitori più tardi. Nel 1909 cadde dal fienile nella fattoria di suo padre a Cobble Hill e batte la testa su un erpice a dischi. Fu trasportato in treno a Victoria dove fu operato dal chirurgo  O.M. Jones che gli rimosse quasi la metà di uno dei lobi posteriori dal cervello. Frequentò la Cowichan Public School e, successivamente, alla Quamichan Lake Private School che preparava i ragazzi per l'ingresso al Royal Military College of Canada.
Dopo lo scoppio della prima guerra mondiale tentò di arruolarsi nel Royal Canadian Army ma fu rifiutato per il trauma cranico subito da bambino. Determinato a servire la nazione entrò alla Montreal School of Flying che in realtà non funzionò mai. Mentre aspettava che la scuola costruisse un aereo, seguì un corso preliminare di addestramento al volo a Dayton, Ohio, presso la Stinson School of Flying volando su vecchia aerei costruiti da Wilbur Wright. Al ritorno in Canada scoprì che l'aereo della scuola di Montreal era precipitato. Amareggiato si pagò il viaggio per l'Inghilterra dove fece domanda per entrare nella Royal Navy, venendo accettato.
Si presentò all'Ammiragliato il 30 novembre 1915, undici giorni dopo il suo ventesimo compleanno, superando le visite mediche. Durante i colloqui disse di avere un poco di addestramento al volo e che la Royal Navy lo aveva assegnato al Royal Naval Air Service (RNAS).
Dal novembre 1915 al marzo 1916 effettuò l'addestramento alla navigazione aerea, ingegneria e artiglieria. L'addestramento al pilotaggio durò dalla primavera e l'estate del 1916 e infine, in ottobre, con il grado di sottotenente, fu inviato in Francia, dove, assegnato a un'unità francese, partecipò al primo bombardamento di massa contro la fabbrica di fucili Mauser a Oberndorf. Dopo un breve incarico a Dunkerque, nel febbraio 1917 fu trasferito al No.3 Squadron RNAS a Marieux, in Francia, volando sui caccia Sopwith Pup insieme al suo connazionale Raymond Collishaw. Alla fine di marzo fu promosso a sottotenente pilota e il 2 aprile, sopra Vimy Ridge, attaccò due aerei nemici mentre era di pattuglia in linea ma fu costretto a interrompere il combattimento quando le sue mitragliatrici si incepparono completamente. 
Ottenne la sua prima vittoria aerea il 6 aprile 1917, a spese di un Halberstadt D.II. Il velivolo tedesco si lanciò in picchiata sul suo caccia con un attacco frontale, e lui eseguì un mezzo tunneau portandosi in coda al velivolo avversario e abbattendolo con 50 colpi di mitragliatrice. L'11 aprile, mentre scortava dei bombardieri su Cambrai, abbatté due Albatros D.II e ne danneggiò un terzo. Il 23 aprile abbatté un Albatros D.III e divenne asso dell'aviazione, con 5 vittorie al suo attivo. Volando sul Pup conseguì un totale di 11 vittorie aeree, e poi, quando il No.3 Squadron RNAS effettuò la conversione sul Sopwith Camel ne ottenne altre due. Le 11 vittorie conseguite volando sul Sopwith Pup lo resero l'asso dei piloti che usavano questo tipo di caccia.
Il 30 agosto 1917 fu trasferito allo No.9 Squadron RNAS come flight commander, pilotando ancora i Camel. Prestando servizio con il No.9 Squadron RNAS ottenne altre 23 vittorie, l'ultima delle quali avvenuta il 22 dicembre 1917. Il 24 aprile 1918, fu assegnato alla School of Aerial Gunnery and Fighting presso la RAF Freiston, servendo come istruttore del comandante dello squadron ad interim fino alla fine della guerra.
Il totale dei suoi abbattimenti era di 11 (e 12 condivisi) aerei distrutti, 10 (e 3 condivisi) "fuori controllo".
Il 1º aprile 1918 transitò in servizio nella neocostituita Royal Air Force, e il 1º gennaio 1919 fu insignito dell'Air Force Cross. Nel 1920, al primo spettacolo aereo del dopoguerra, l'Hendon Aerial Pageant, guidò una formazione acrobatica di cinque Sopwith Snipe. Fu successivamente assegnato a uno squadron, equipaggiato con i Nieuport Nightjars, della Fleet Air Arm, assegnato alla sola portaerei in servizio, la  Argus. Volando su questo aereo a causa della avverse condizione meteorologiche, mentre tentava l'appontaggio sulla Argus l'aereo colpì la poppa e cadde in mare. Nuotò per salvarsi la vita sotto acqua per diversi minuti mentre l'aereo veniva risucchiato e distrutto dalle eliche della nave.
Il primo di molti incarichi all'estero iniziò nel settembre 1923 quando fu assegnato a uno squadron presso la stazione RAF Hinaida, in Iraq, parte delle forze della RAF che sorvegliavano l'area desertica. Assegnato a supporto dell'esercito a Mosul, lo squadron effettuò missioni contro i ribelli sostenuti dalla Turchia nel nord dell'Iraq. Ulteriori incarichi lo portarono ad Abukir e successivamente alla Flying Training School di Abu Sueir, in Egitto. Durante questo turno di servizio in Medio Oriente contrasse la poliomielite, riuscendo a riprendersi.
Nel 1928 volò di nuovo e fu nominato membro dello staff della Sezione Sperimentale del Royal Aircraft Establishment a Farnborough, dove volò sugli autogiri.  Presso lo Home Aircraft Depot di Henlow sperimentò "George", il primo pilota automatico e volò sui primi prototipi del Supermarine Spitfire.
Fu promosso comandante di squadriglia il 17 luglio 1929 e assegnato alla base di Hendon, fu posto a mezzo stipendio dal 1º giugno 1930 all'8 gennaio 1931. Passò poi alla base di Andover e quindi a quella di Worthy Down dove incontrò la sua futura moglie, Gwendolen Margaret Coode. Fu promosso comandante di stormo il 1º gennaio 1936 e divenne comandante della base RAF Upper Heyford, sede del No.1 Bomber Group. Mentre incombeva lo scoppio della seconda guerra mondiale fu nominato comandante della stazione RAF Hal Far a Malta, dove ricevette il permesso di far arrivare sua moglie e i suoi 3 figli. Poco prima dello scoppio della guerra con il Regno d'Italia, lui e la sua famiglia si trasferirono ad Alessandria d'Egitto.  Fu promosso comandante di gruppo il 1º luglio 1940 e messo a comando del gruppo di riparazione ad Abukir, vicino ad Alessandria d'Egitto. Successivamente fu nominato comandante della base per i bombardieri di Kabrit, vicino al Canale di Suez.
Nel frattempo, sua moglie e i suoi figli furono evacuati da Alessandria d'Egitto a Gerusalemme e successivamente a Durban, in Sudafrica. Alla conclusione della campagna in Africa nel 1943, ritornò in Inghilterra ottenendo di rientrare in Canada.
Trasferito alla Royal Canadian Air Force gli fu assegnato il comando della No.33 Elementary Flying Training School a Carberry, Manitoba. Nel 1945, alla fine della guerra, lasciò l'aeronautica dopo 30 anni di servizio. Tornò nella valle di Kilaalem assumendo la direzione della fattoria di famiglia ammodernandola e rendendola redditizia e ricoprì posizioni dirigenziali nella Dairymen's Association e nella Cowichan Farmers Co-Op. Verso la metà degli anni Settanta del XX secolo la salute peggiorò a causa dalla poliomielite, e dato che nessuno dei suoi figli desiderava fare l'agricoltore, vendette la fattoria ritirandosi in una nuova casa che aveva costruito su una collina che domina la parte della valle che lui e suo padre avevano coltivavano per quasi 100 anni. Nel 1985 la poliomielite ritornò in una forma allora non riconosciuta, nota ora come sindrome post polio che attacca il sistema nervoso e presenta sintomi simili alla malattia di Parkinson.
Si spense presso l'ospedale di Duncan il 1º dicembre 1988.

### Annotazioni
1. ↑  Uno dei suoi compagni di scuola e amico di tutta la vita, fu il maresciallo dell'aria Sir Philip Livingston.

### Fonti
1. ↑  The Aerodrome.
2. 1 2 3  Shores 2001, p. 72.
3. 1 2 3 4 5 6 7 8 9 10 11 12 13 14 15 16 17 18 19 20 21 22 23 24 25 26 27 28 29 30 31 32 33 34 35 36 37 38 39 40 41 42 43  Canadian Flight.
4. 1 2 3 4 5 6 7 8 9  Shores, Franks, Guest 1996, p. 152.
5. ↑  (EN) The London Gazette (PDF), n. 30088, 23 May 1917.
6. ↑  (EN) The London Gazette (PDF), n. 30437, 19 December 1917.
7. ↑  (EN) The London Gazette (PDF), n. 30437, 19 December 1917.
8. ↑  (EN) The London Gazette (PDF), n. 31098, 1º January 1919.